# Al Fisher Brook
Al Fisher Brook – rzeka w Stanach Zjednoczonych, w stanie Nowy Jork, w hrabstwie Delaware. Zarówno długość cieku, jak i powierzchnia zlewni nie zostały określone. Rzeka jest jednym z dopływów rzeki Cadosia Creek.